# Графенвер
Графенвер (њем. Grafenwöhr) град је у њемачкој савезној држави Баварска. Једно је од 38 општинских средишта округа Нојштат ан дер Валднаб. Према процјени из 2010. у граду је живјело 6.791 становника. Посједује регионалну шифру (AGS) 9374124.

## Географски и демографски подаци
Графенвер се налази у савезној држави Баварска у округу Нојштат ан дер Валднаб. Град се налази на надморској висини од 410 метара. Површина општине износи 216,2 km². У самом граду је, према процјени из 2010. године, живјело 6.791 становника. Просјечна густина становништва износи 31 становника/km².

## Међународна сарадња
| Мјесто     | Држава   | Врста сарадње | Од    |
| ---------- | -------- | ------------- | ----- |
| Грефенверт | Аустрија | партнерство   | 1995. |
| Извор      |          |               |       |